# Морозовка (железнодорожный разъезд, населённый пункт)
Морозовка — железнодорожный разъезд как населённый пункт в Ханкайском районе Приморского края России.

## География
Населённый пункт расположен при железнодорожной станции Морозовка.

## Население
| 2002 | 2005 | 2010 |
| ---- | ---- | ---- |
| 15   | ↘10  | ↘6   |

## История
Морозовка была основана в 1931 году как посёлок железнодорожников при станции Морозовка.
С 2004 до 2015 гг. населённый пункт входил в Новоселищенское сельское поселение, с 2015 до 2020 гг. — в Камень-Рыболовское сельское поселение.

## Инфраструктура
Железнодорожная станция Морозовка.

## Транспорт
Железнодорожный транспорт.